# Acacia riparioides
Acacia riparioides é uma espécie de leguminosa do gênero Acacia, pertencente à família Fabaceae.